# Trichomalopsis microptera
Trichomalopsis microptera är en stekelart som först beskrevs av Karl Eduard Lindeman 1887.  Trichomalopsis microptera ingår i släktet Trichomalopsis och familjen puppglanssteklar. Arten är reproducerande i Sverige. Inga underarter finns listade i Catalogue of Life.